# Valverde del Majano
Valverde del Majano – gmina w Hiszpanii, w prowincji Segowia, w Kastylii i León, o powierzchni 31 km². W 2011 roku gmina liczyła 1083 mieszkańców.